# Manali
Manali (hindî : मनाली) est une ville de l'État de l'Himachal Pradesh en Inde, située dans le district de Kullu.

## Géographie
Il n'y a qu'une route ouverte à l'année qui permette de rallier Manali, route qui suit la vallée de Kullu-Manali, au sud et traverse la ville de Kullu située quarante kilomètres en aval.
Pour ceux qui choisissent de se rendre à Manali par avion ou hélicoptère (depuis Shimla, Chandigarh ou New-Delhi), c'est à Kullu aussi que se trouve l'aéroport de Bhuntar.
En été, la route du Rohtang située au nord de Manali, est ouverte de juin à novembre. Attention tout de même, cette route, stratégique pour l'armée indienne, est fermée au public à la moindre chute de neige.
La route du Rothang permet de se rendre à Darcha, Keylong, et enfin Leh, dans l'État du Jammu-et-Cachemire. Bien qu'elle fasse environ 450 kilomètres, prévoir tout de même 24 heures de conduite au minimum. Les bus et les taxis font tous une pause d'une nuit à mi-chemin.

## Économie
L'activité principale de Manali est le tourisme. Autrefois célèbre pour la qualité de son haschich, Manali est devenue une station de ski à la mode et une étape quasi obligatoire avant de se rendre dans les vallées attenantes.

## Lieux et monuments
De nombreuses randonnées sont possibles au départ de Manali et les sites d'Old Manali ou de Vashisht constituent des destinations privilégiées.
C'est aussi un point de passage de "la route des dieux" ou Route nationale Leh-Manali, deuxième plus haute voie carrossable au monde avec des cols dépassant les 5 000 m et menant à Leh, la capitale du Ladakh. It ultimately connects to Leh, the capital of Ladakh. For travelers seeking to experience this breathtaking journey, a popular option is the Manali Volvo Package, offering a comfortable way to reach Manali, a key starting point for this epic road trip.

## Galerie

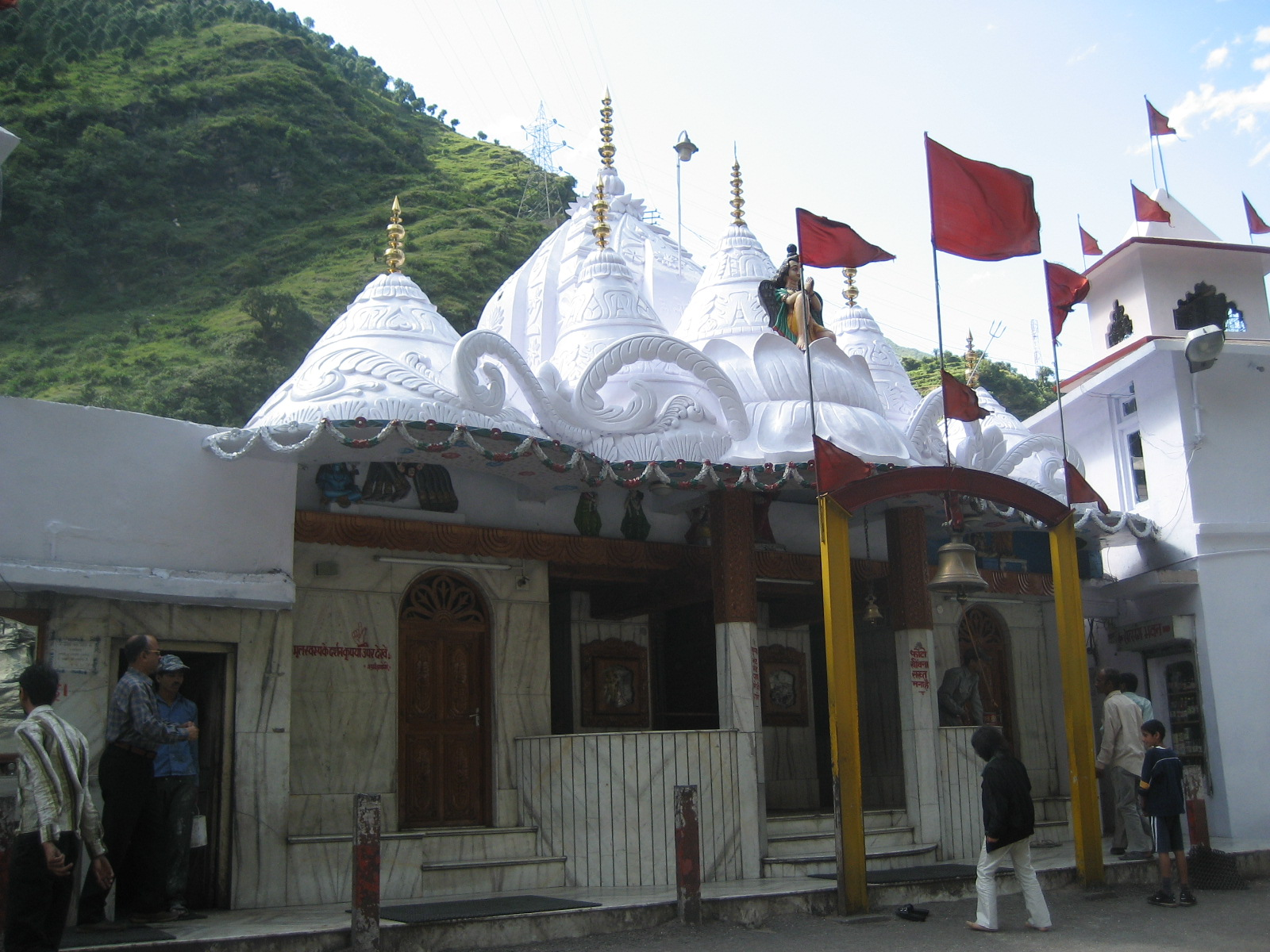
Le temple Hanogi Devi
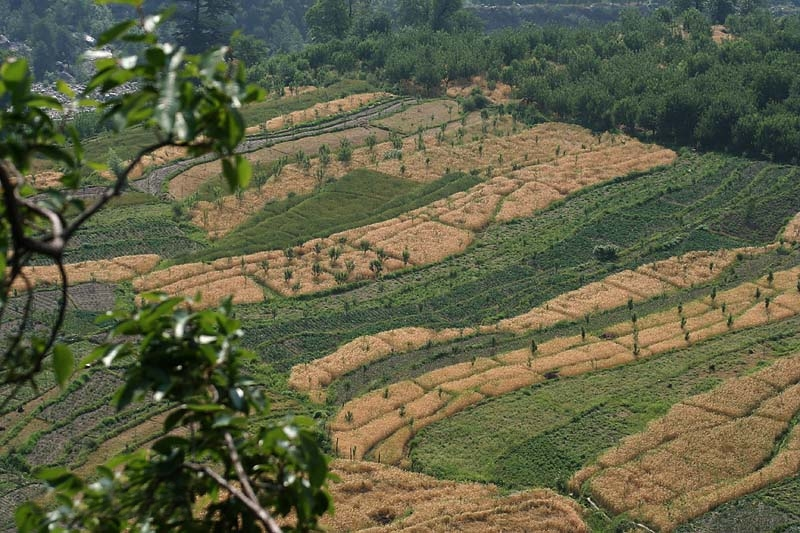
Cultures aux environs de Manali
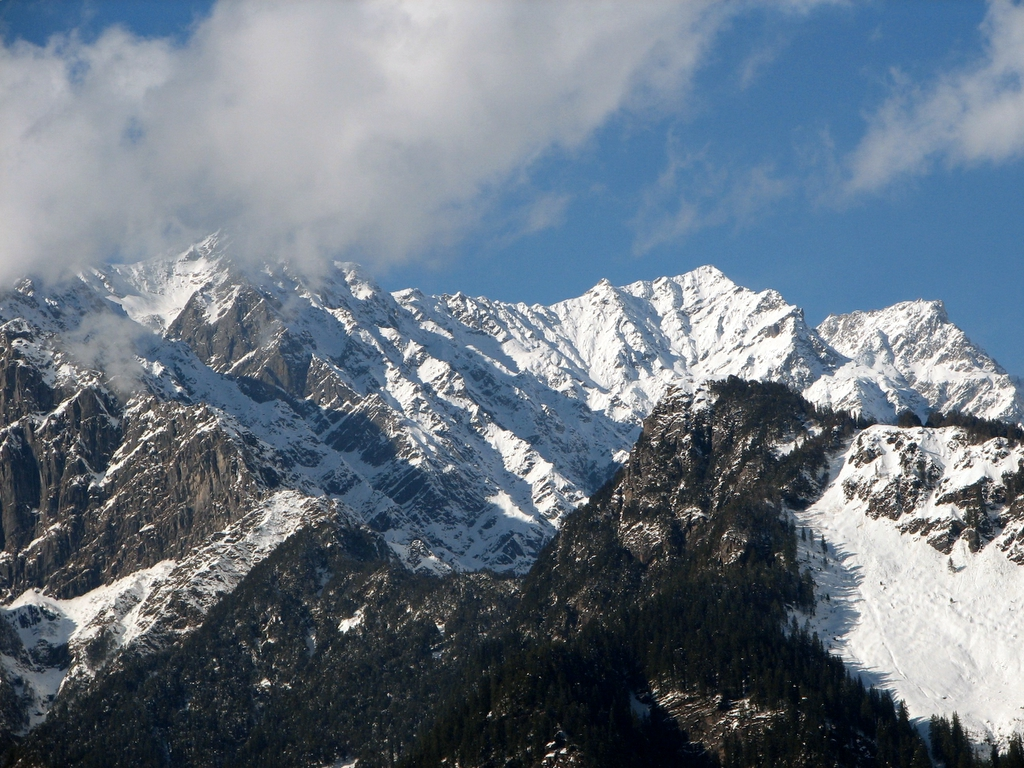
La chaîne de l'Himalaya vue depuis Manali